# Klizin
Klizin [pronunciación en polaco: /ˈkliʑin/] es un pueblo ubicado en el distrito administrativo de Gmina Kodrąb, dentro del Distrito de Radomsko, Voivodato de Łódź, en Polonia central. Se encuentra aproximadamente a 5 kilómetros al norte de Kodrąb, a 15 kilómetros al noreste de Radomsko, y a 73 kilómetros al sur de la capital regional Łódź.